# Prestonia riedelii
Prestonia riedelii là một loài thực vật có hoa trong họ La bố ma. Loài này được (Müll.Arg.) Markgr. miêu tả khoa học đầu tiên năm 1924.